# 新光吳火獅紀念醫院
新光醫療財團法人新光吳火獅紀念醫院，簡稱新光吳火獅紀念醫院、新光醫院，屬於新光醫療財團法人旗下的綜合型醫院，創立於1992年。通過醫學中心評鑑及教學醫院評鑑。2023年擴建的第二醫療大樓「桂蘭樓」，導入BIM設計、AI人工智能、IoT物聯網、5G網路、AGV機器人及遠距醫療等，規劃手術室12間、導管室3間、病房314床，並將單人病房極大化218床，朝全責照護為目標，以降低感染率，預計2026年完工啟用。

## 科別
- 內科
  - 內科部
  - 心臟內科
  - 胸腔內科
  - 腎臟科
  - 感染科
  - 胃腸肝膽科
  - 血液腫瘤科
  - 內分泌科
  - 過敏風濕科

- 外科
  - 外科部
  - 心臟血管外科
  - 胸腔外科
  - 神經外科
  - 小兒外科
  - 泌尿科
  - 一般外科
  - 整形外科
  - 外傷科

- 其他專科
  - 急診醫學科
  - 家庭醫學科
  - 職業醫學科
  - 婦產科
  - 小兒科
  - 皮膚科
  - 耳鼻喉頭頸外科
  - 眼科
  - 牙科
  - 復健科
  - 精神科
  - 骨科
  - 神經科
  - 一般醫學科
  - 麻醉科
  - 周邊血管科

- 特色部門
  - 健康檢查中心
  - 醫學美容中心
  - 螺旋刀治療中心
  - 再生醫學中心
  - 透析血管通路管理中心
  - 兒童發展鑑定及療育
  - 國際醫療服務中心
  - 癌症防治中心
  - 口腔癌防治中心
  - 睡眠檢查中心
  - 減重手術中心
  - 同新門診中心

- 醫事專科
  - 放射診斷科
  - 腫瘤治療科
  - 核子醫學科
  - 藥劑部
  - 護理部
  - 病理檢驗科
  - 營養課

## 歷任院長
| 任次 | 姓名   | 任職期間      |
| ---- | ------ | ------------- |
| 1    | 洪啟仁 | 1992年~2010年 |
| 2    | 侯勝茂 | 2010年~現任   |

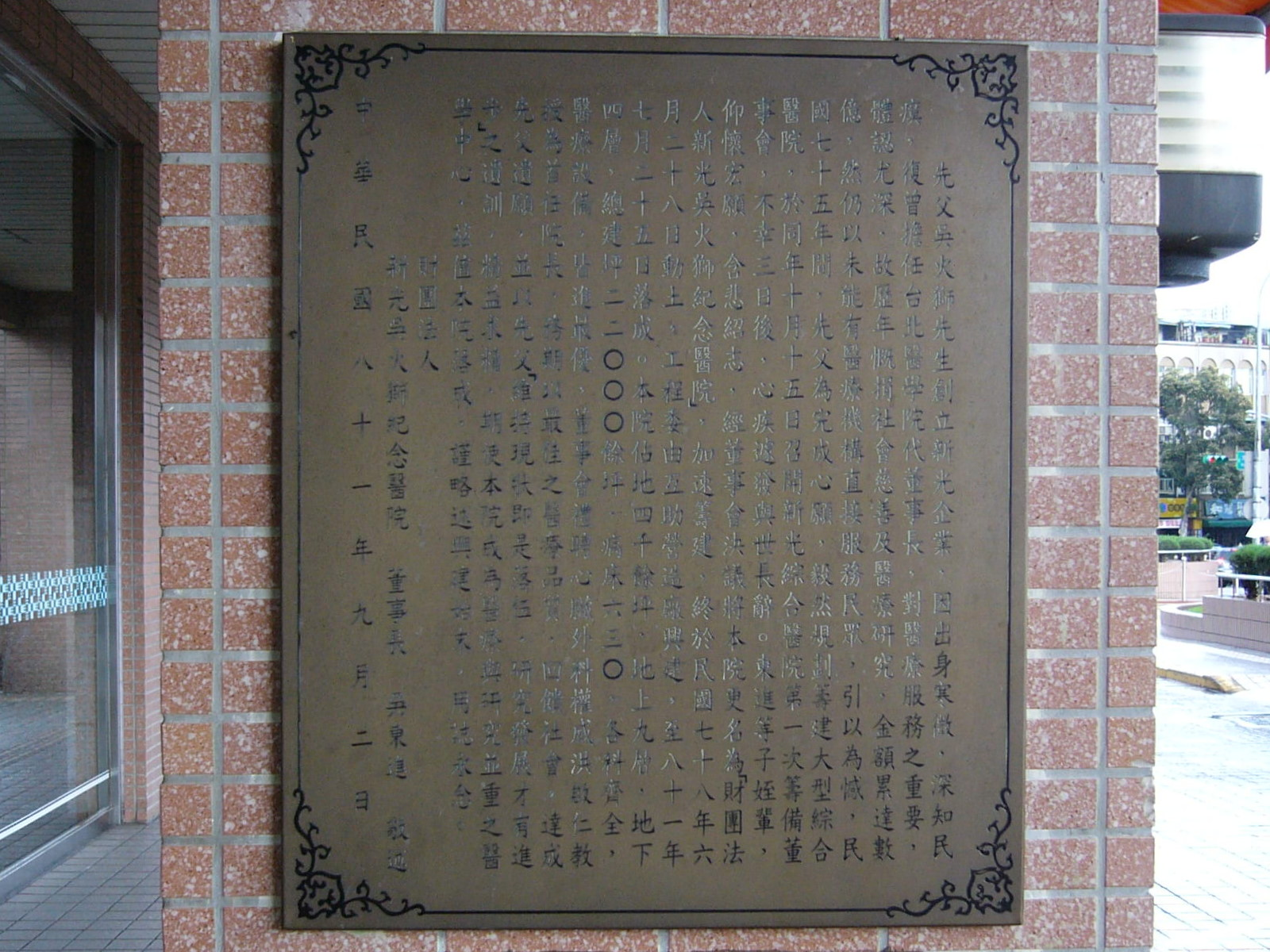
新光吳火獅紀念醫院興建始末
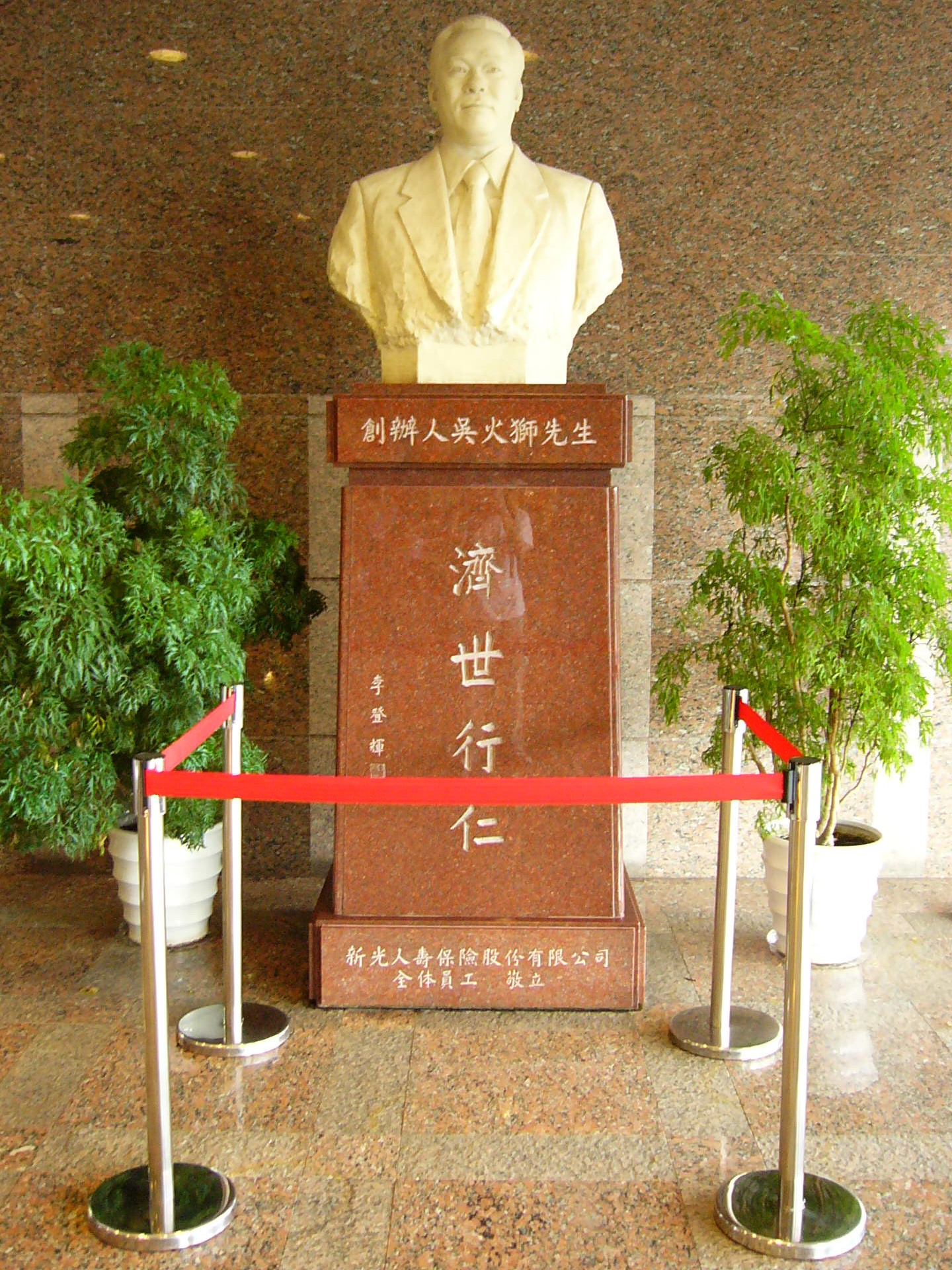
創辦人吳火獅先生（李登輝題字）
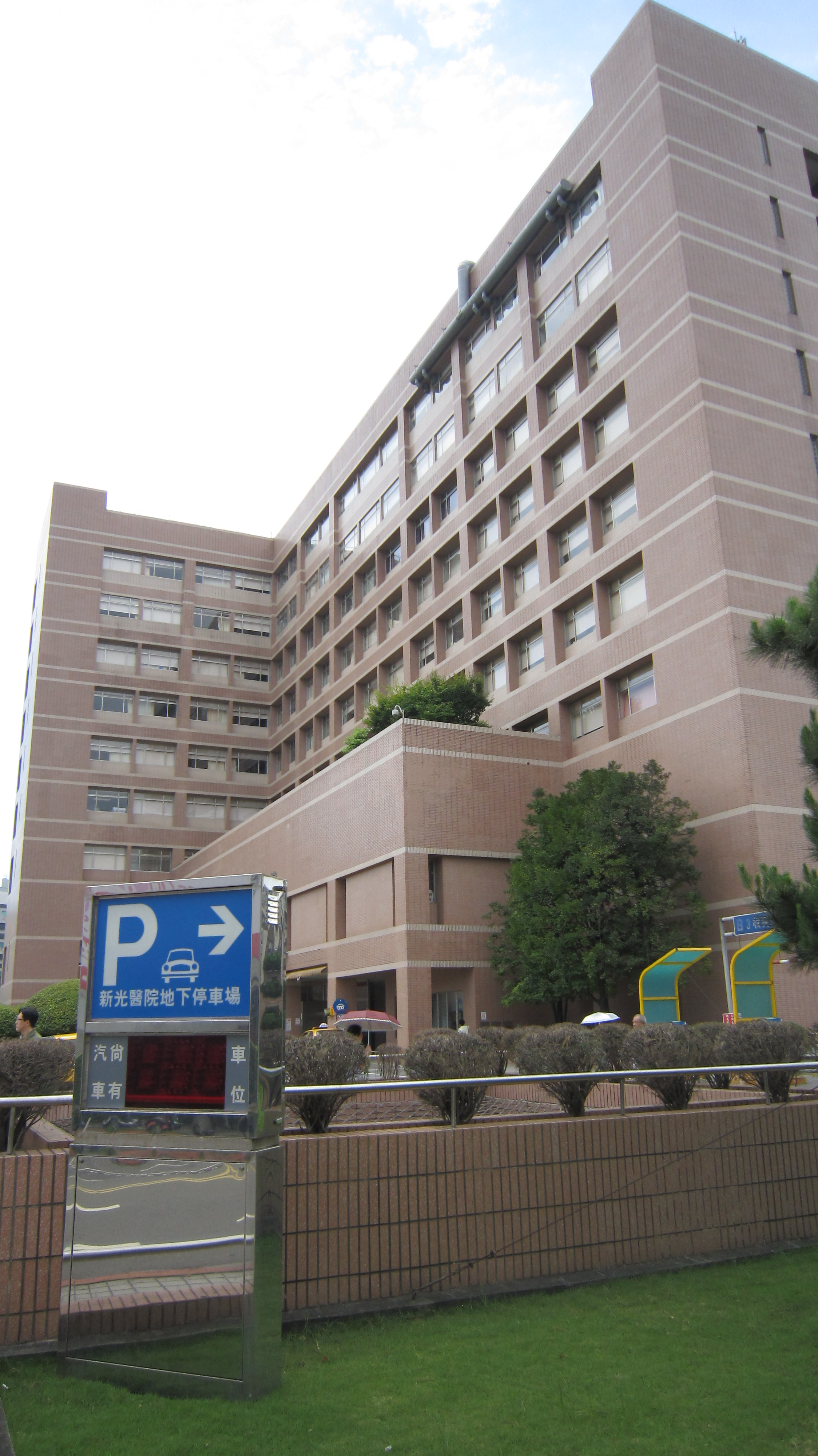
新光醫療財團法人新光吳火獅紀念醫院地下停車場標示
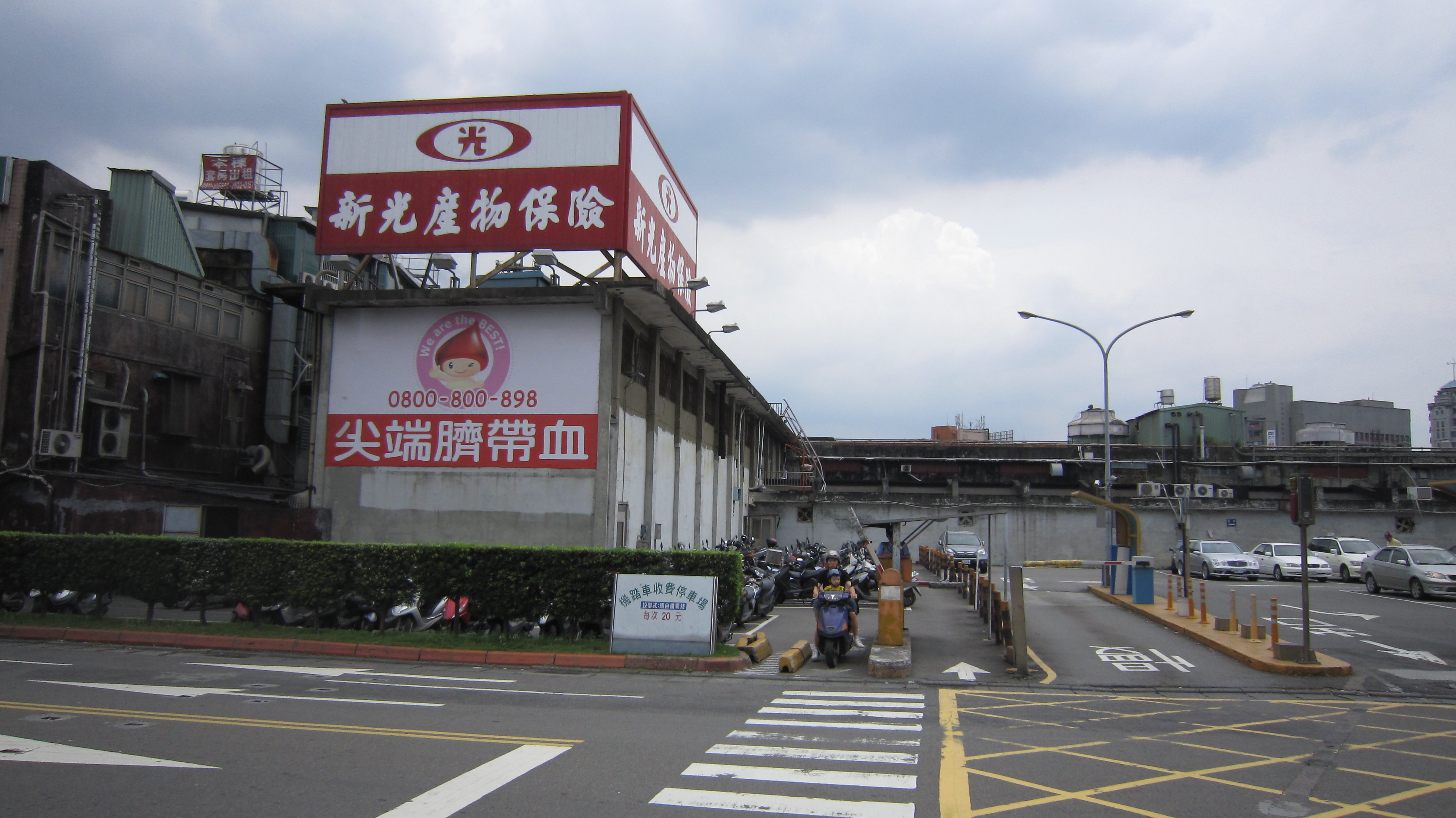
新光醫療財團法人新光吳火獅紀念醫院機踏車收費停車場（投幣式：請自備零錢，每次20元）
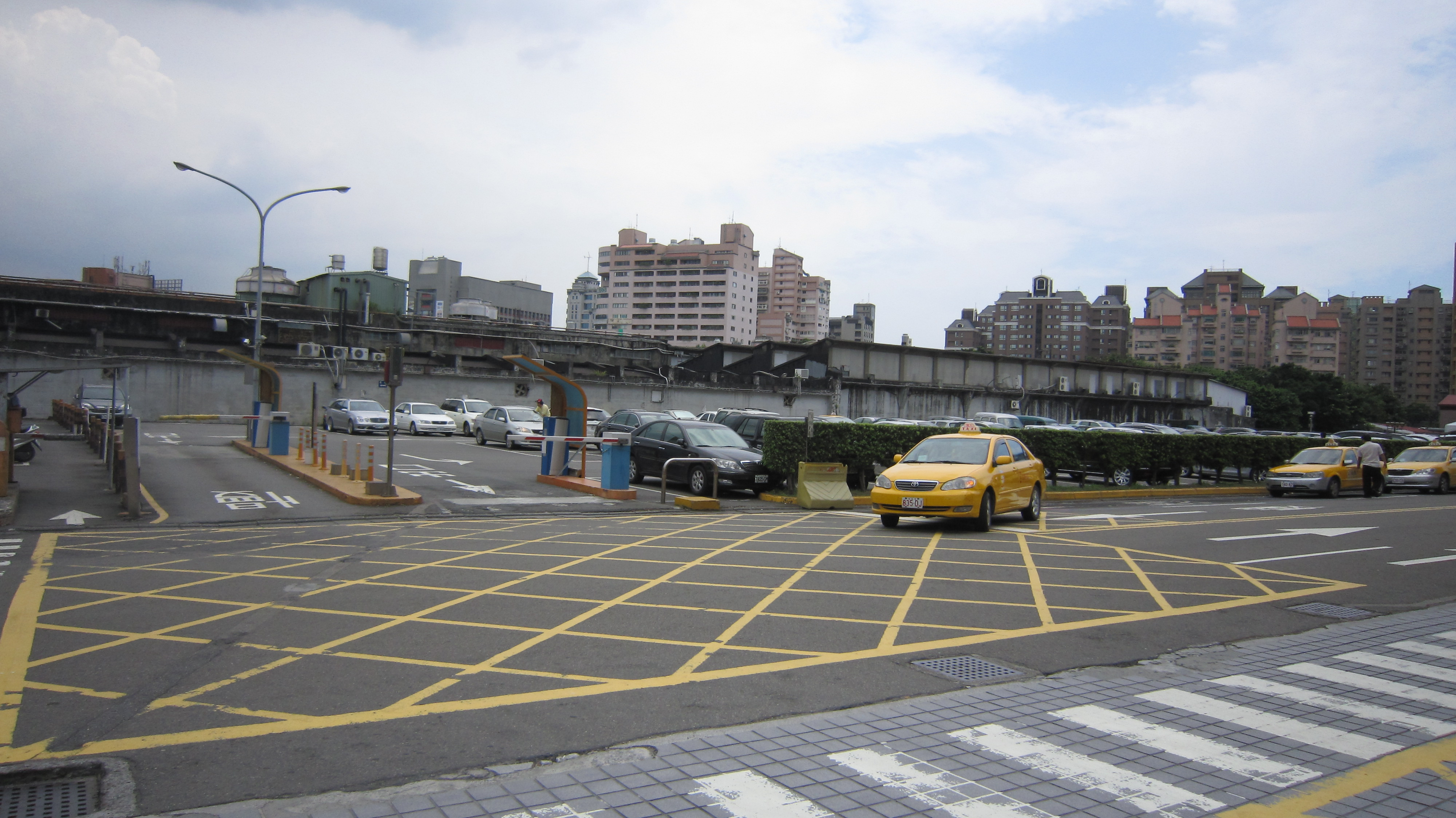
新光醫療財團法人新光吳火獅紀念醫院停車場
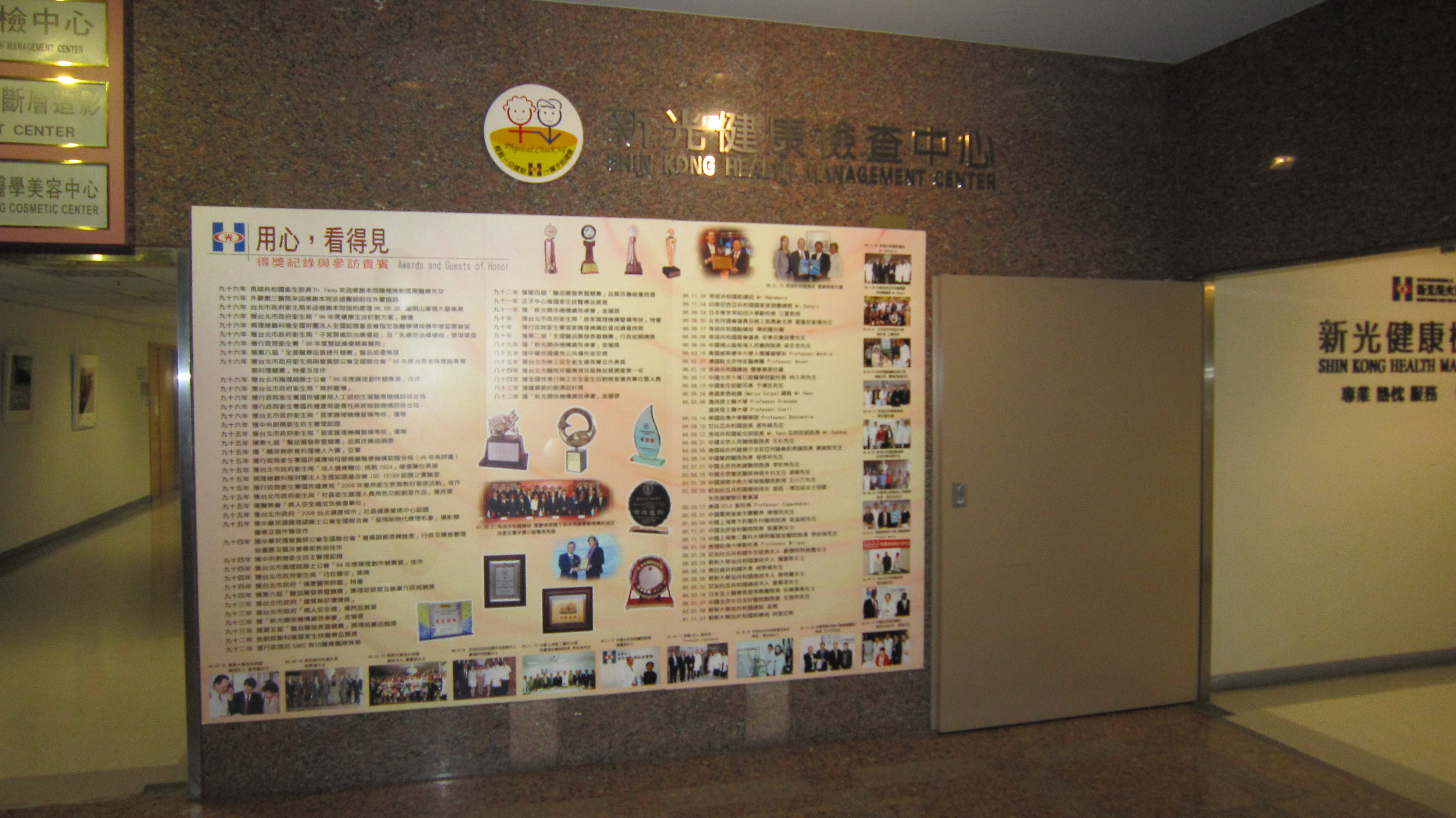
新光醫療財團法人新光吳火獅紀念醫院健康檢查中心
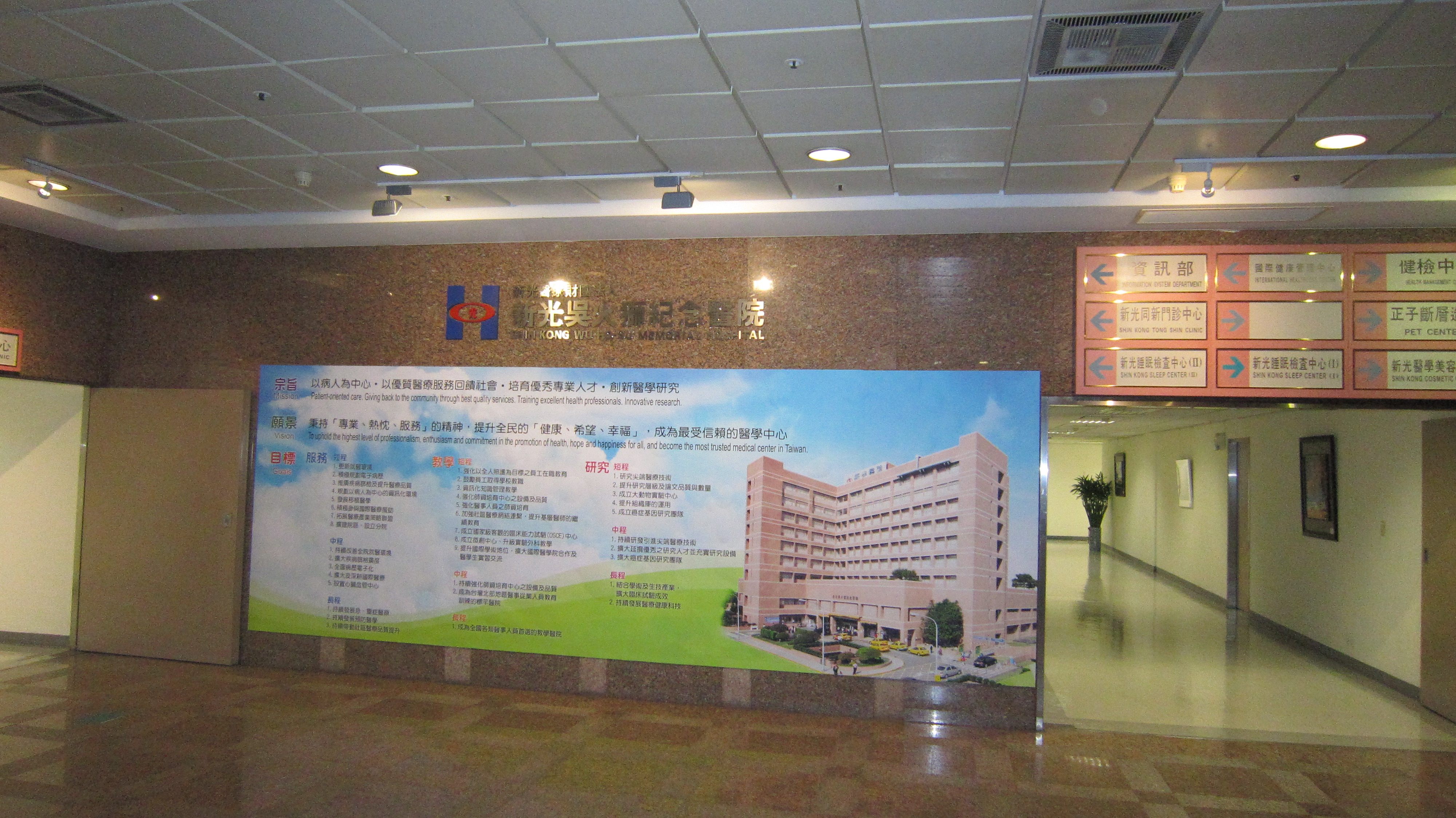
新光醫療財團法人新光吳火獅紀念醫院
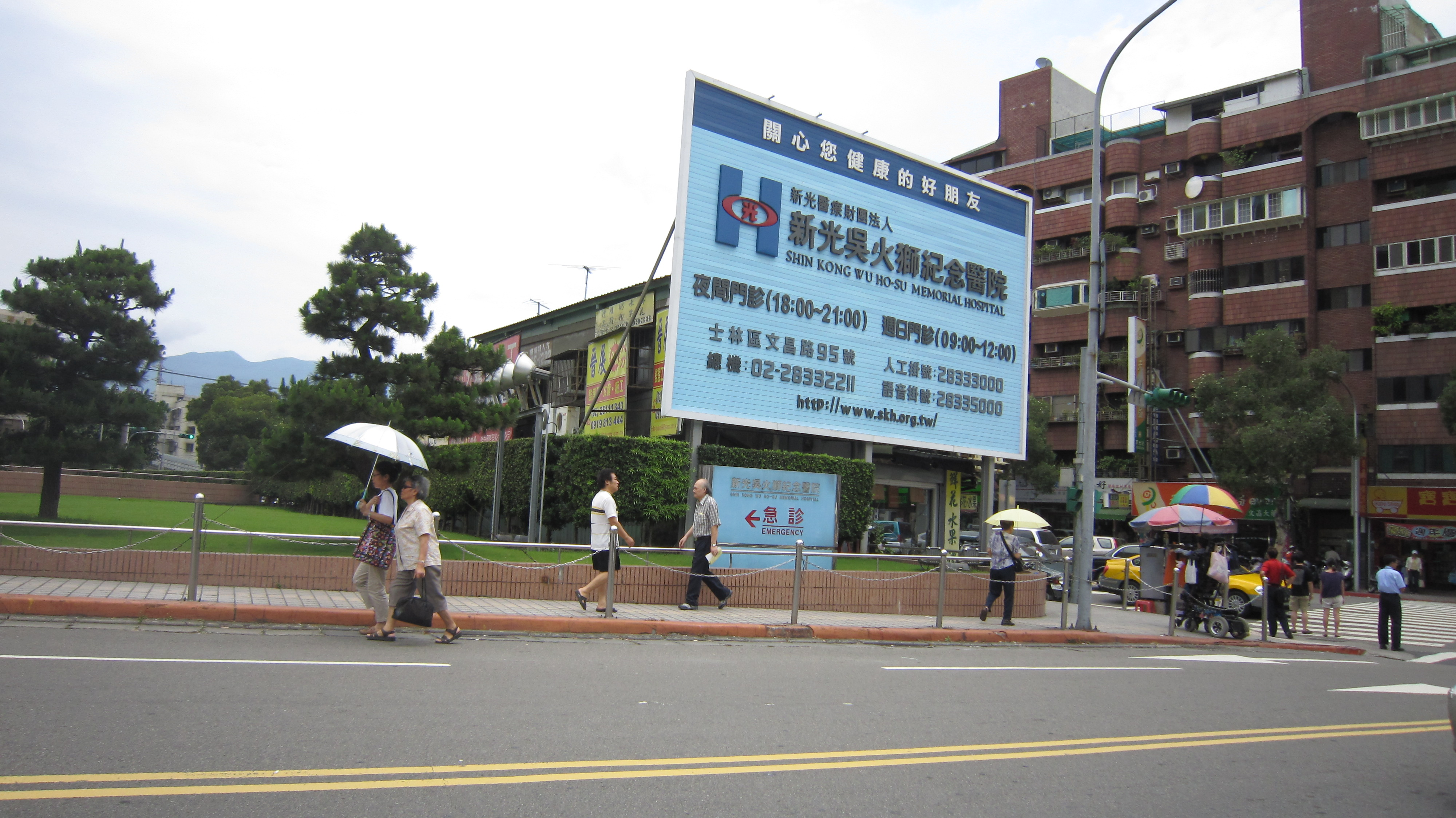
新光醫療財團法人新光吳火獅紀念醫院急診標示
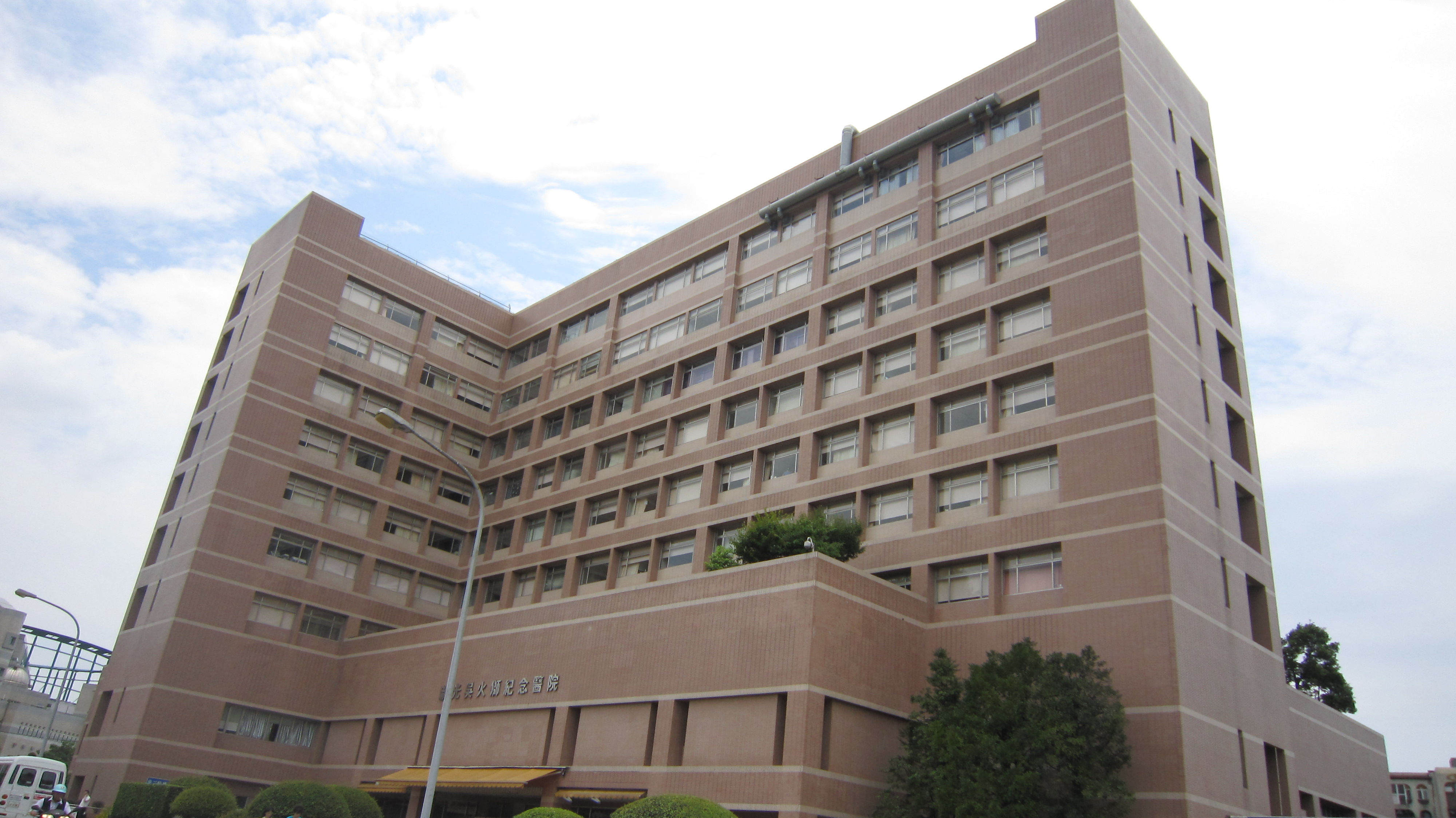
新光醫療財團法人新光吳火獅紀念醫院
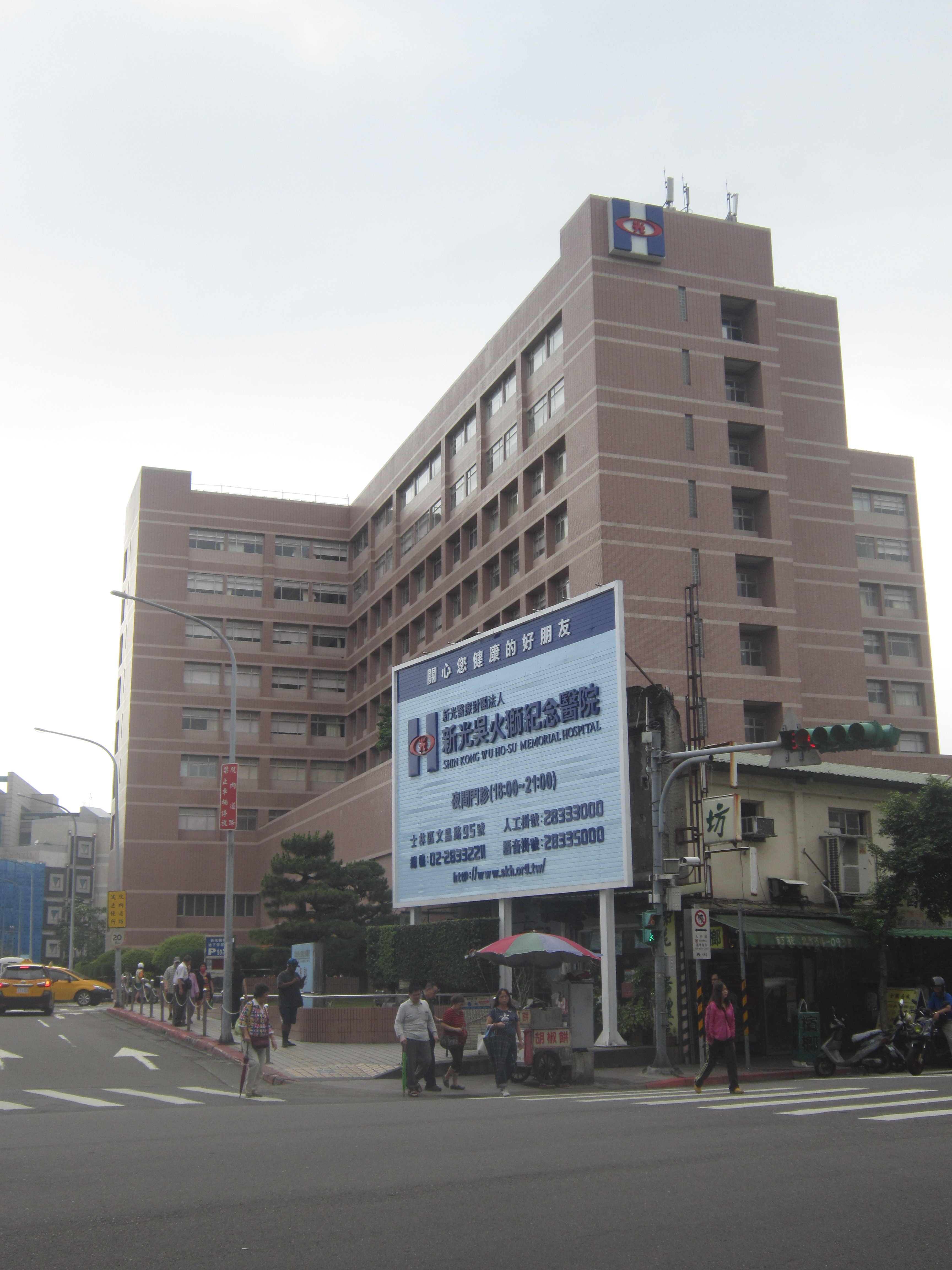
新光醫療財團法人新光吳火獅紀念醫院
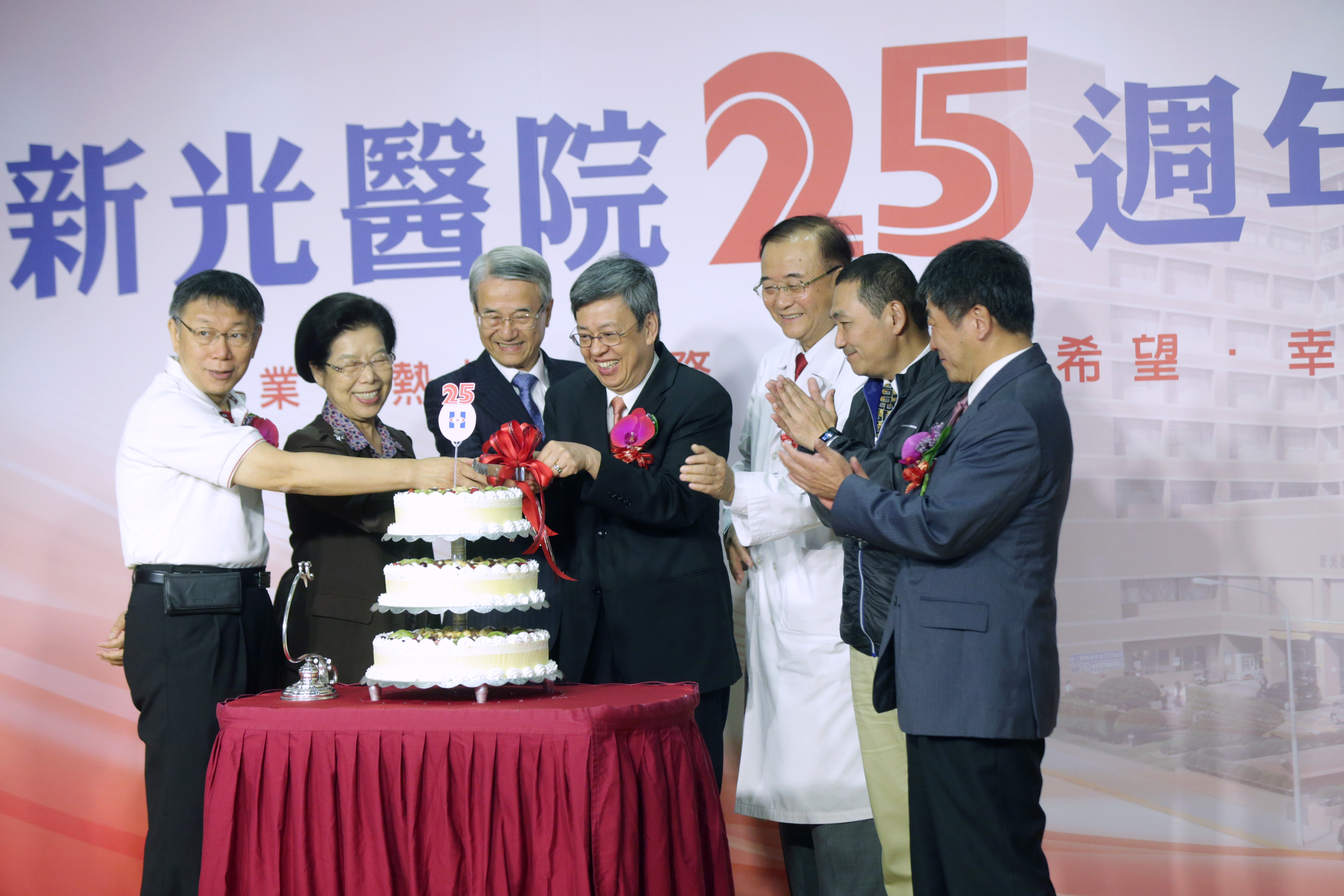
新光吳火獅紀念醫院25周年院慶（柯文哲、張博雅、吳東進、陳建仁、侯勝茂、侯友宜、陳時中）
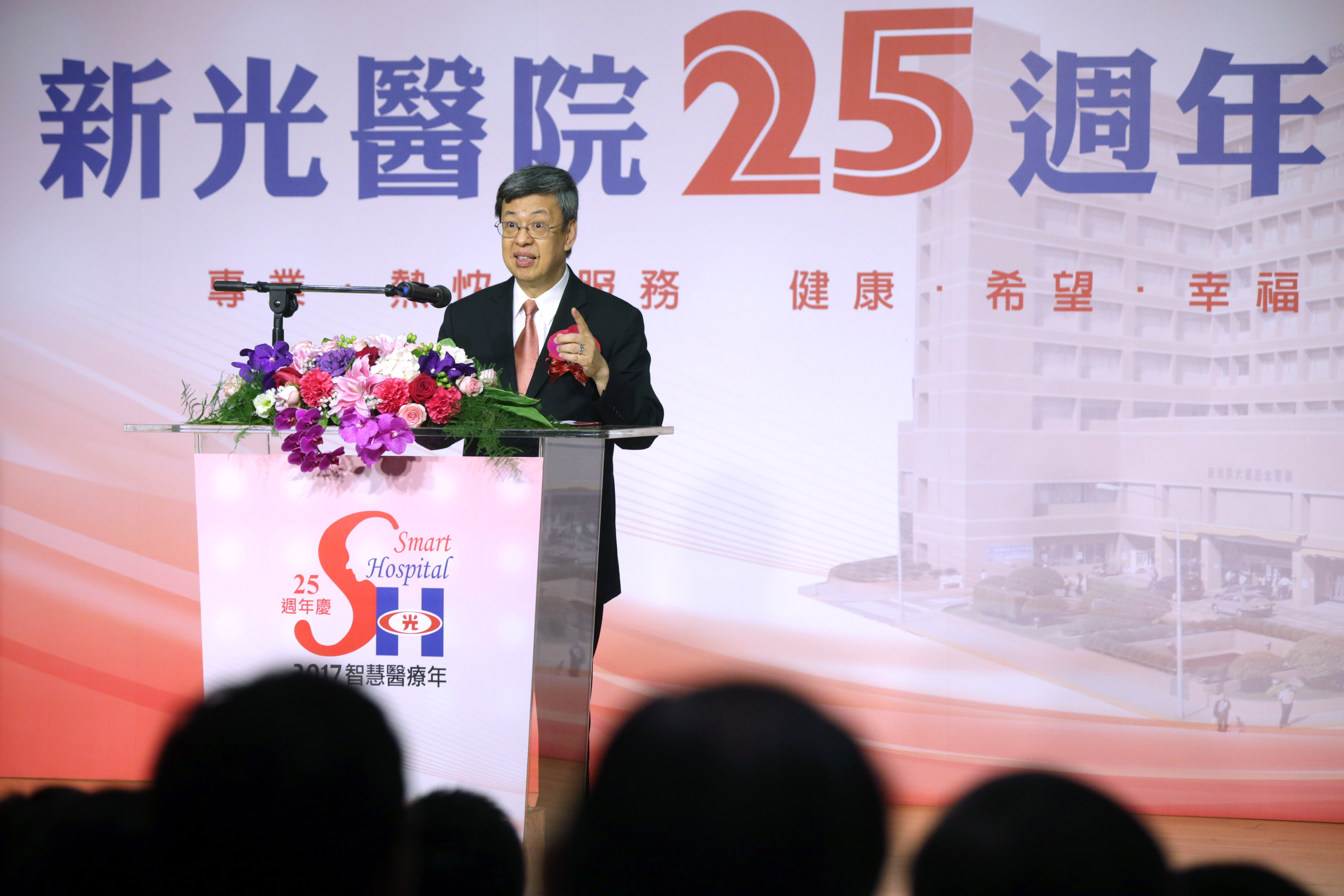
新光吳火獅紀念醫院25周年院慶（陳建仁）
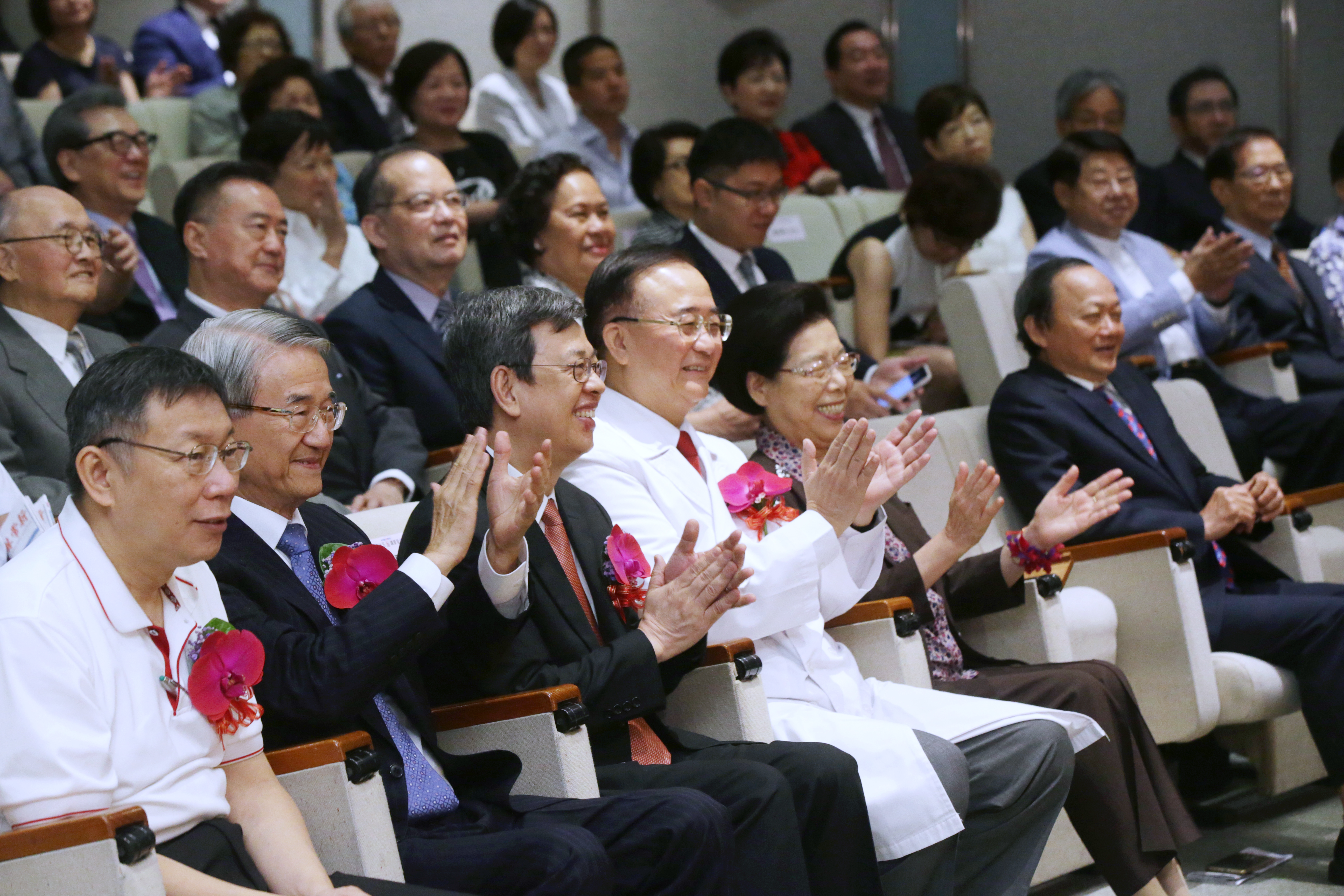
新光吳火獅紀念醫院25周年院慶（柯文哲、吳東進、陳建仁、侯勝茂、張博雅、葉金川）
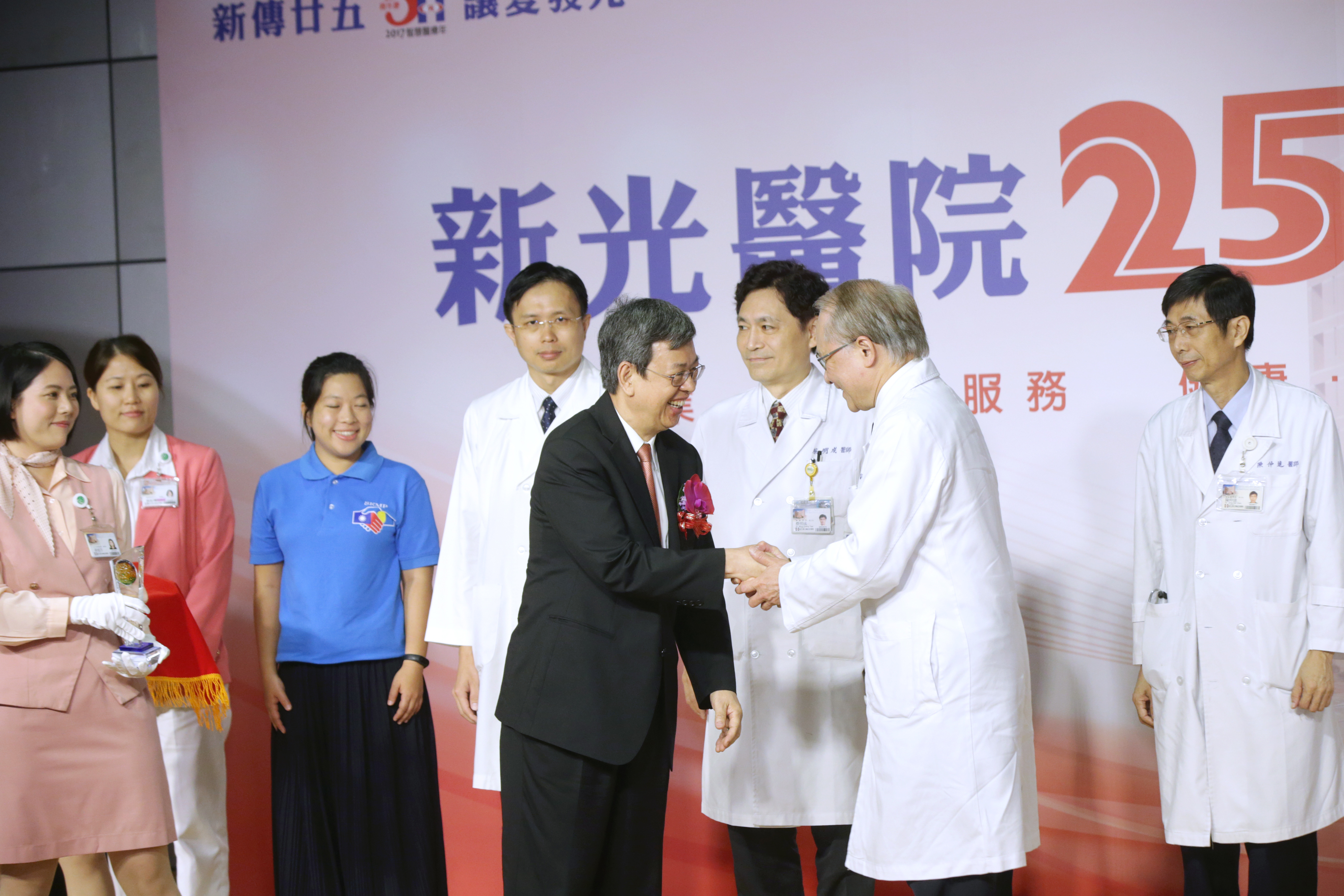
新光吳火獅紀念醫院25周年院慶，副總統親頒傑出團體獎獎座予新光吳火獅紀念醫院
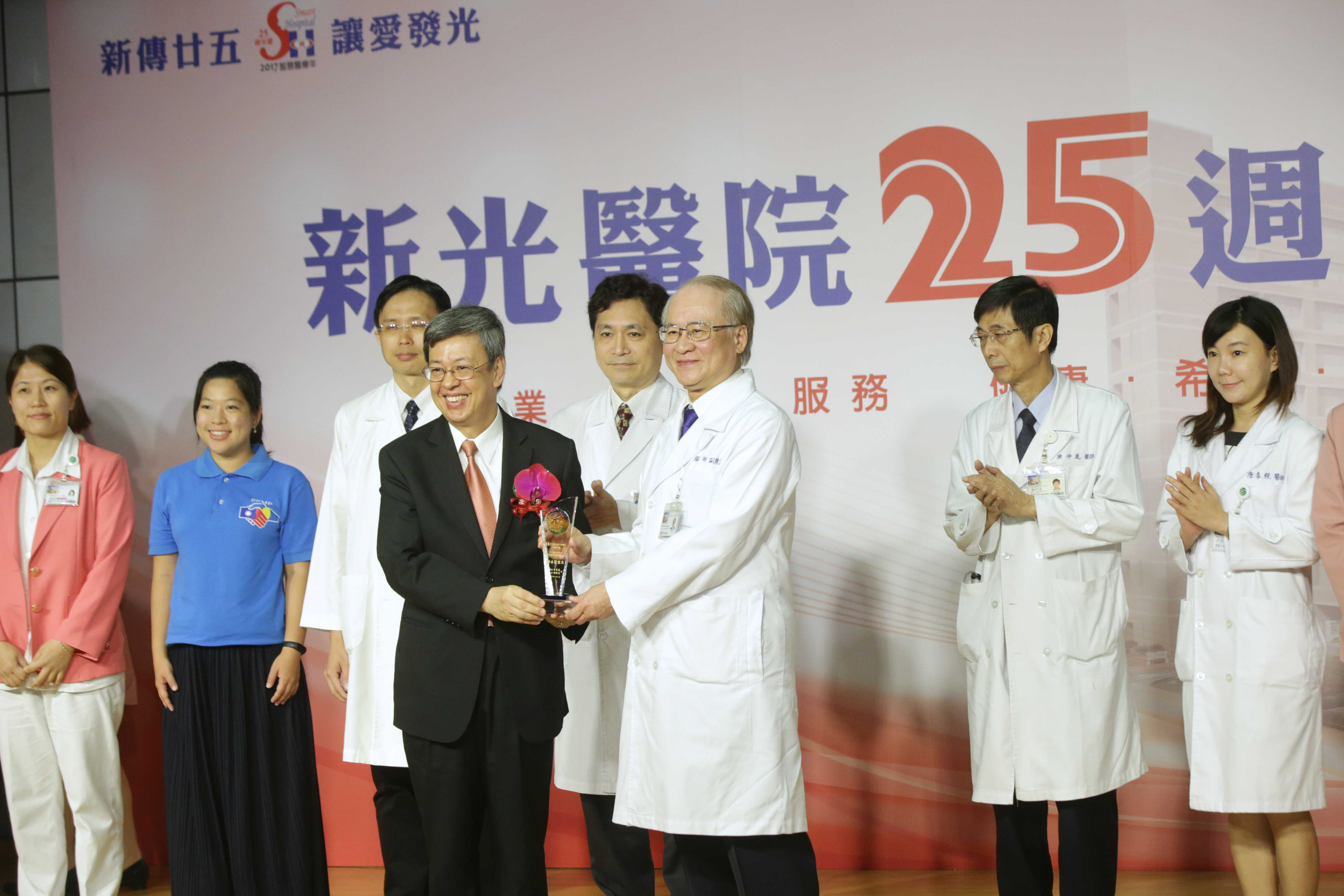
新光吳火獅紀念醫院25周年院慶，副總統親頒傑出團體獎獎座予新光吳火獅紀念醫院

## 外部連結
- 官方网站